# Campeonato Piauiense Segunda Divisão
Il Campeonato Piauiense Segunda Divisão è il secondo livello calcistico nello stato del Piauí, in Brasile.

## Stagione 2021
- Caiçara (Campo Maior)
- Comercial (Campo Maior)
- Cori-Sabbá (Floriano)
- Oeirense (Oeiras)
- Piauí (Teresina)
- Timon (Timon, Maranhão)

## Albo d'oro
| Anno | Campione (città)                  | Vice (città)            |
| ---- | --------------------------------- | ----------------------- |
| 1957 | Piauí (Teresina)                  | sconosciuto             |
| 1961 | Rio Negro (Teresina)              | sconosciuto             |
| 1963 | Caiçara (Campo Maior)             | sconosciuto             |
| 1964 | Ferroviário (Floriano) (Floriano) | sconosciuto             |
| 1965 | Botafogo (Teresina)               | sconosciuto             |
| 1966 | Auto Esporte (Teresina)           | sconosciuto             |
| 1967 | Fluminense (Teresina)             | sconosciuto             |
| 1978 | Auto Esporte (Teresina)           | sconosciuto             |
| 2003 | 4 de Julho (Piripiri)             | Oeiras (Oeiras)         |
| 2004 | Comercial (Campo Maior)           | Oeiras (Oeiras)         |
| 2005 | Barras (Barras)                   | Flamengo (Teresina)     |
| 2007 | Picos (Picos)                     | Caiçara (Campo Maior)   |
| 2015 | Altos (Altos)                     | Picos (Picos)           |
| 2016 | 4 de Julho (Piripiri)             | Comercial (Campo Maior) |
| 2019 | Picos (Picos)                     | Timon (Timon, Maranhão) |
| 2020 | Fluminense (Teresina)             | Tiradentes (Teresina)   |
| 2021 | Oeirense (Oeiras)                 | Cori-Sabbá (Floriano)   |

## Titoli per squadra
| Squadra                | Città       | Titoli |
| ---------------------- | ----------- | ------ |
| 4 de Julho             | Piripiri    | 2      |
| Auto Esporte           | Teresina    | 2      |
| Picos                  | Picos       | 2      |
| Altos                  | Altos       | 1      |
| Barras                 | Barras      | 1      |
| Botafogo               | Teresina    | 1      |
| Caiçara                | Campo Maior | 1      |
| Comercial              | Campo Maior | 1      |
| Ferroviário (Floriano) | Floriano    | 1      |
| Fluminense             | Teresina    | 1      |
| Oeirense               | Oeiras      | 1      |
| Piauí                  | Teresina    | 1      |
| Rio Negro              | Teresina    | 1      |